# Koepelkazemat

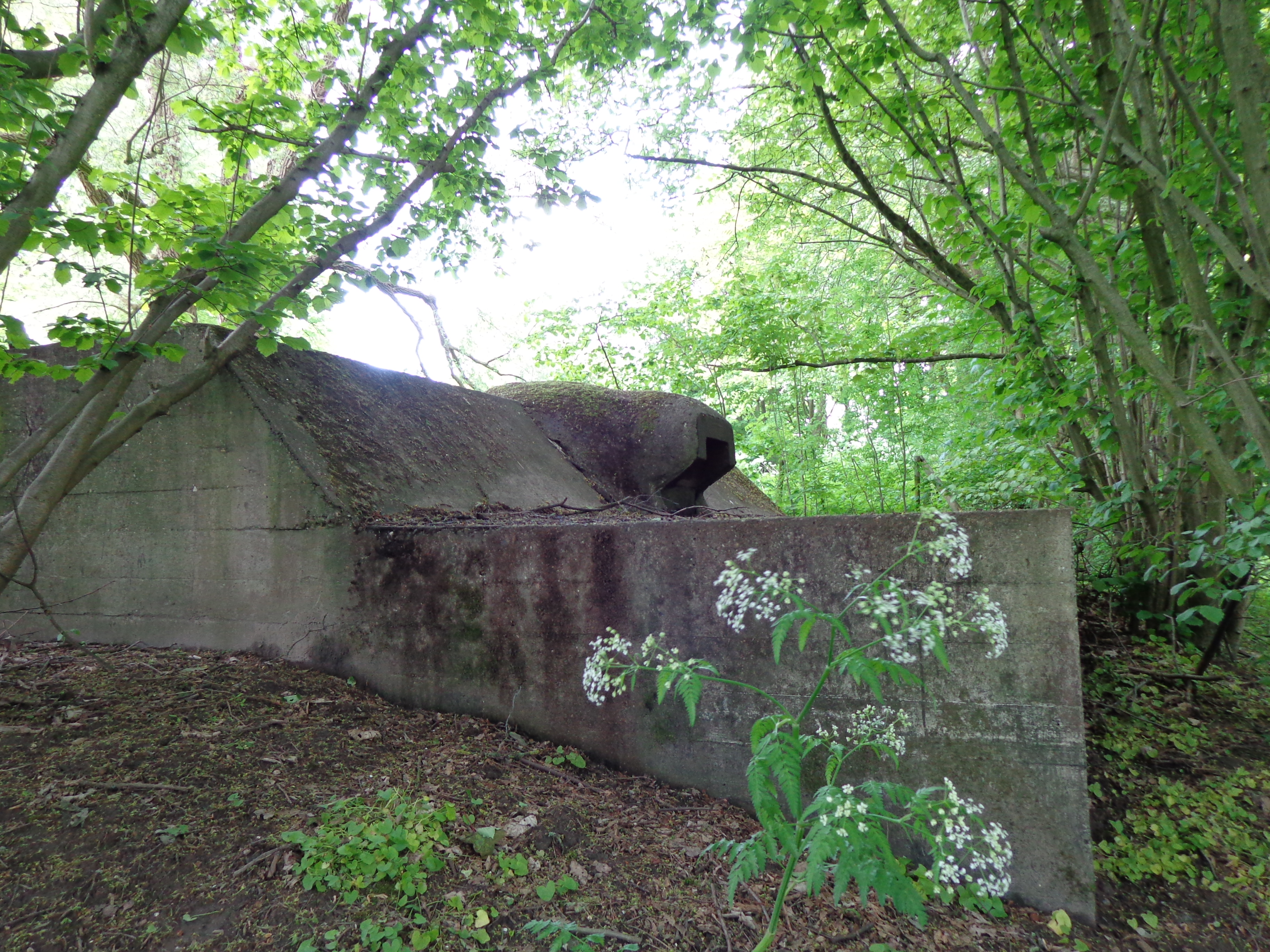
Koepelkazemat op Fort bij Vechten

De Koepelkazemat Type G werd in 1936 in Nederland geïntroduceerd. Het waren betonnen bunkers van een standaardontwerp. In de kazemat zat een gietstalen kern waarin een machinegeweer was opgesteld. In totaal zijn er enkele honderden geplaatst voor het uitbreken van de Tweede Wereldoorlog. Tijdens de oorlog zijn vele vernietigd door de gietstalenkern te verwijderen en deze om te smelten ten dienste van de Duitse wapenindustrie.  

## Ontwerp
De koepelkazemat was een variant van een Frans ontwerp dat al in 1917 werd toegepast. De betonnen bunker was bijna vierkant en was circa 7 meter lang, 6,5 meter breed en 3 meter hoog. De voorzijde was schuin afgewerkt om vijandig vuur af te laten ketsen en om een vrij schootsveld voor de schutter te behouden. Een lichte of zware mitrailleur was in een gietstalen koepel geplaatst.
Deze koepels waren verankerd in en deels opgenomen in de betonnen bunker; ze hadden een doorsnede van 1,75 meter en het gietstaal was tussen de 11 en 17 centimeter dik. Het schietgat en de ingang, een deur aan de achterzijde van de koepel, konden van binnenuit gasvrij worden afgesloten. Vanwege de geringe omvang en rondingen was de koepel zelf moeilijk door de vijand te raken.
De koepels konden in Nederland worden gefabriceerd. De eerste bestelling van 100 stuks werd geplaatst bij Demka, een dochteronderneming van Koninklijke Hoogovens, gevolgd door een tweede bestelling van 50 stuks bij het Belgische staalbedrijf John Cockerill S.A.. De totale productie kan 700 stuks zijn geweest, maar slechts weinigen hebben de oorlog overleefd. 

## Gebruik
De koepelkazematten zijn vooral in de mobilisatiejaren 1939-1940 geplaatst in diverse Nederlandse verdedigingslinies. Er zijn 702 koepelkazematten gebouwd, waarvan 352 aan het Maas-IJsselfront, bestaande uit de Maas- en de IJssellinie, 79 stuks aan de Peel-Raamstelling en 144 exemplaren bij de Grebbelinie. Verder werden ze gebouwd bij de Nieuwe Hollandse Waterlinie. Deze laatste linie kreeg circa 80 exemplaren of op forten of tussen groepsschuilplaatsen in het terrein.
Het Duitse leger was bij inspectie onder de indruk van de koepelkazematten; ze waren moeilijk uit te schakelen door de kleine schietopening en de goede mogelijkheden ze te camoufleren. Doordat de meeste met de schietopening naar het oosten waren gericht waren ze voor de Duitsers niet erg bruikbaar omdat uit deze richting geen geallieerde aanval werd verwacht. Er was wel interesse om het gietstaal van de koepels ter hergebruiken, daarom werden in 1941 de meeste uit hun betonnen omhulling gesloopt en afgevoerd voor de Duitse oorlogsindustrie. Aan de kust werden een aantal exemplaren opgenomen in de Atlantikwall, veel hiervan zijn na de oorlog alsnog gesloopt. Er resteren nog slechts enkele complete koepelkazematten, onder meer op Fort Vechten en Fort Everdingen.

## Galerij

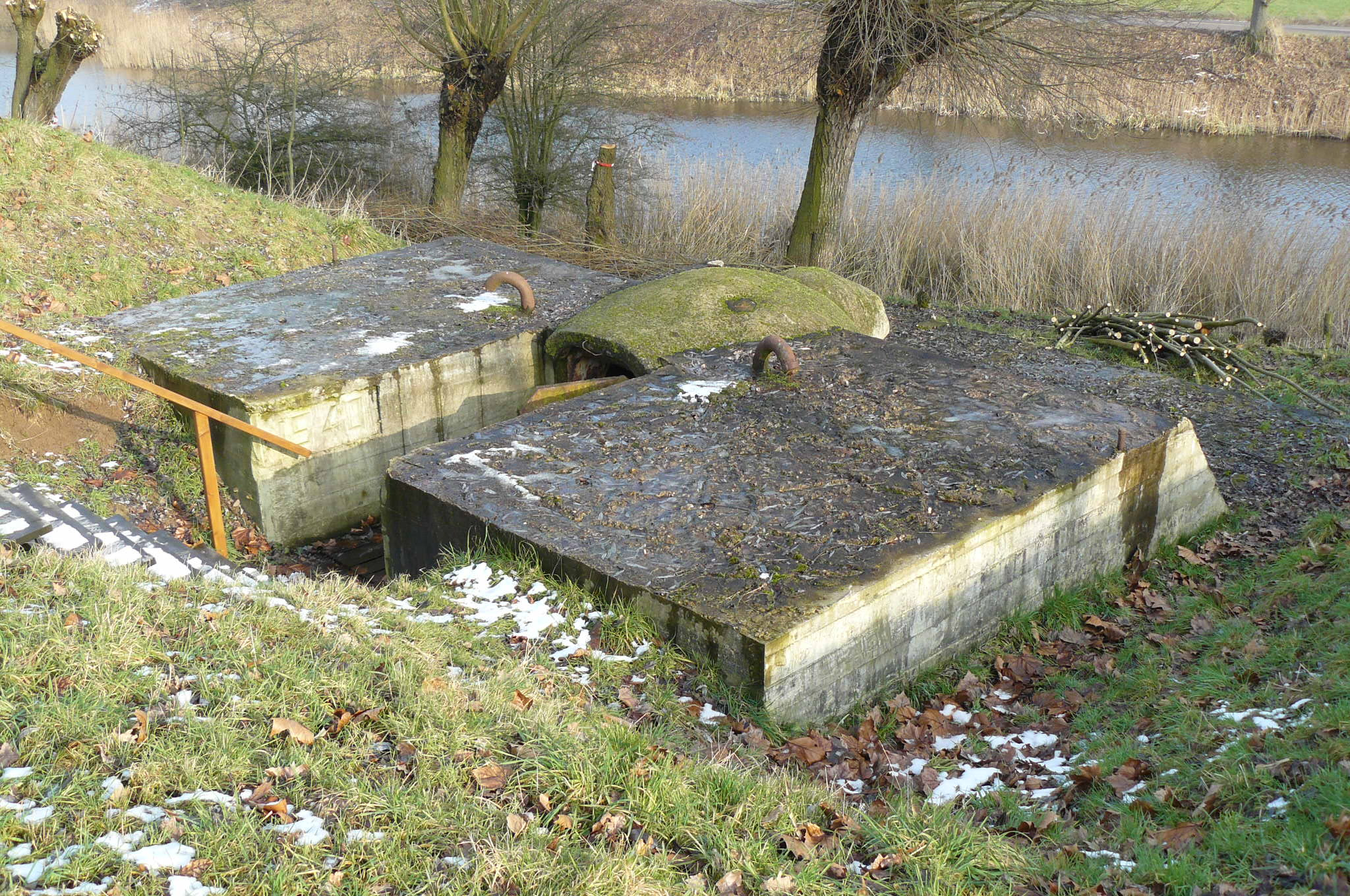
Volledige koepelkazemat bij Fort Everdingen
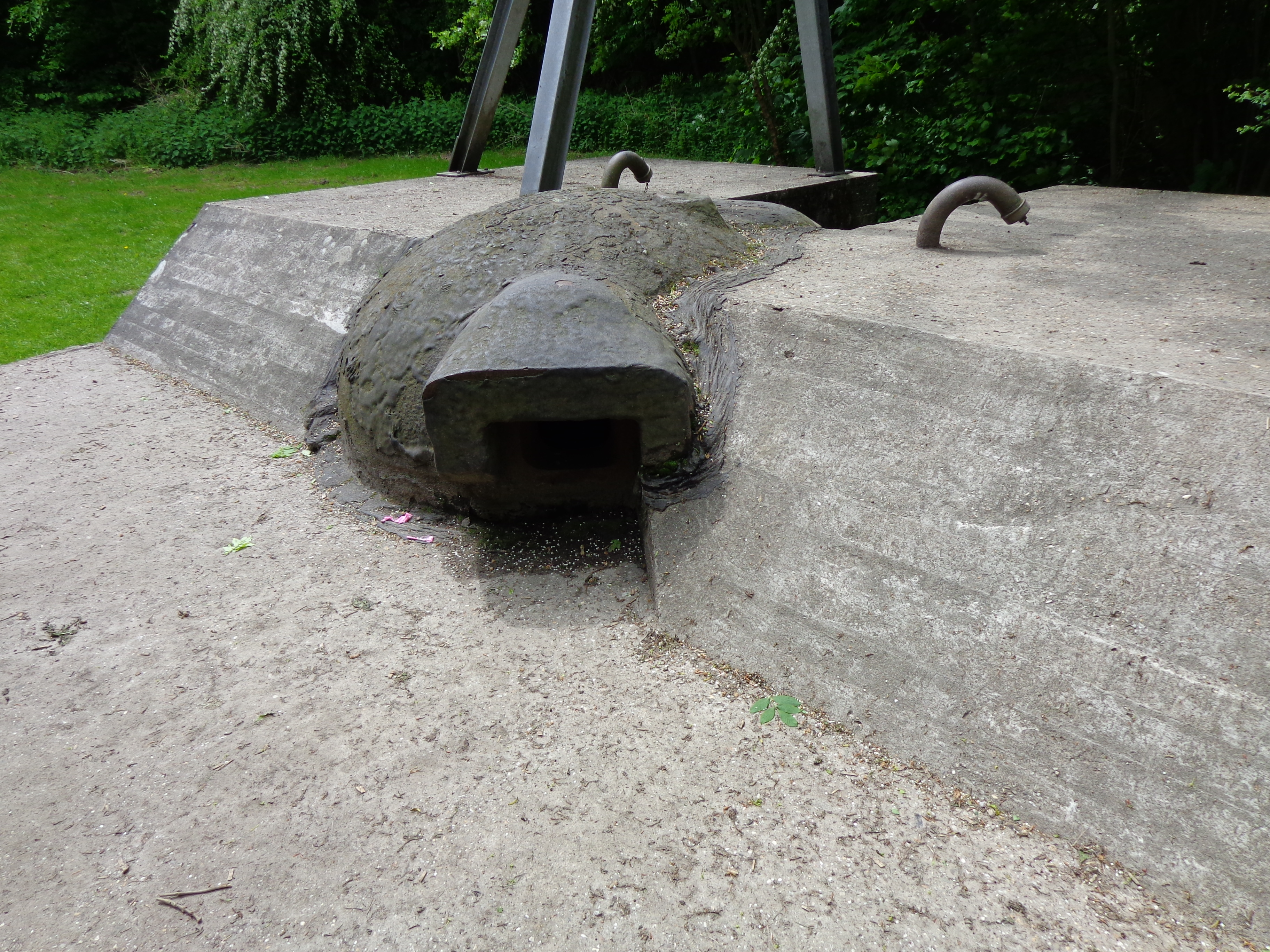
Buitenkant van de koepel
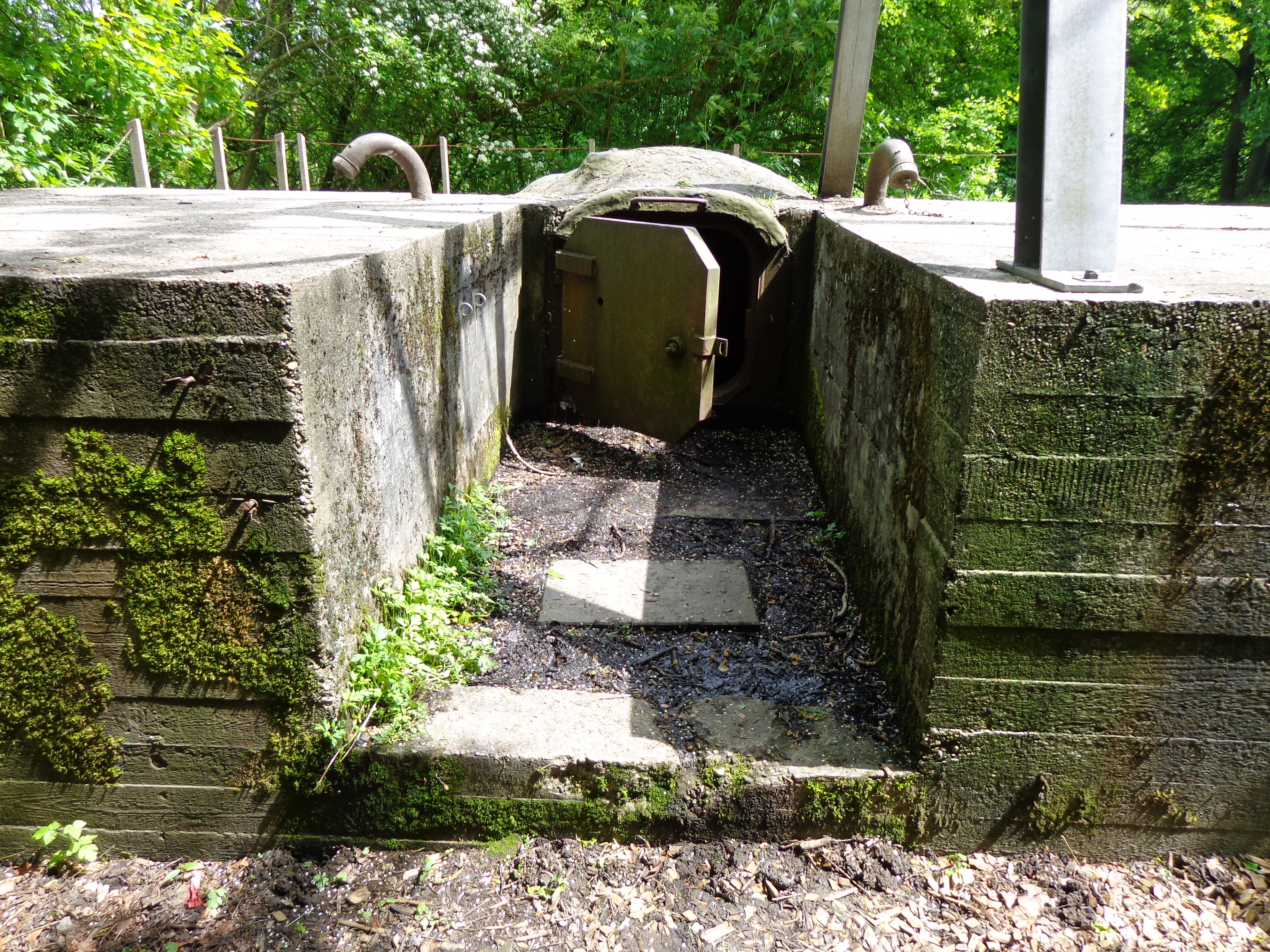
Ingang naar de koepel
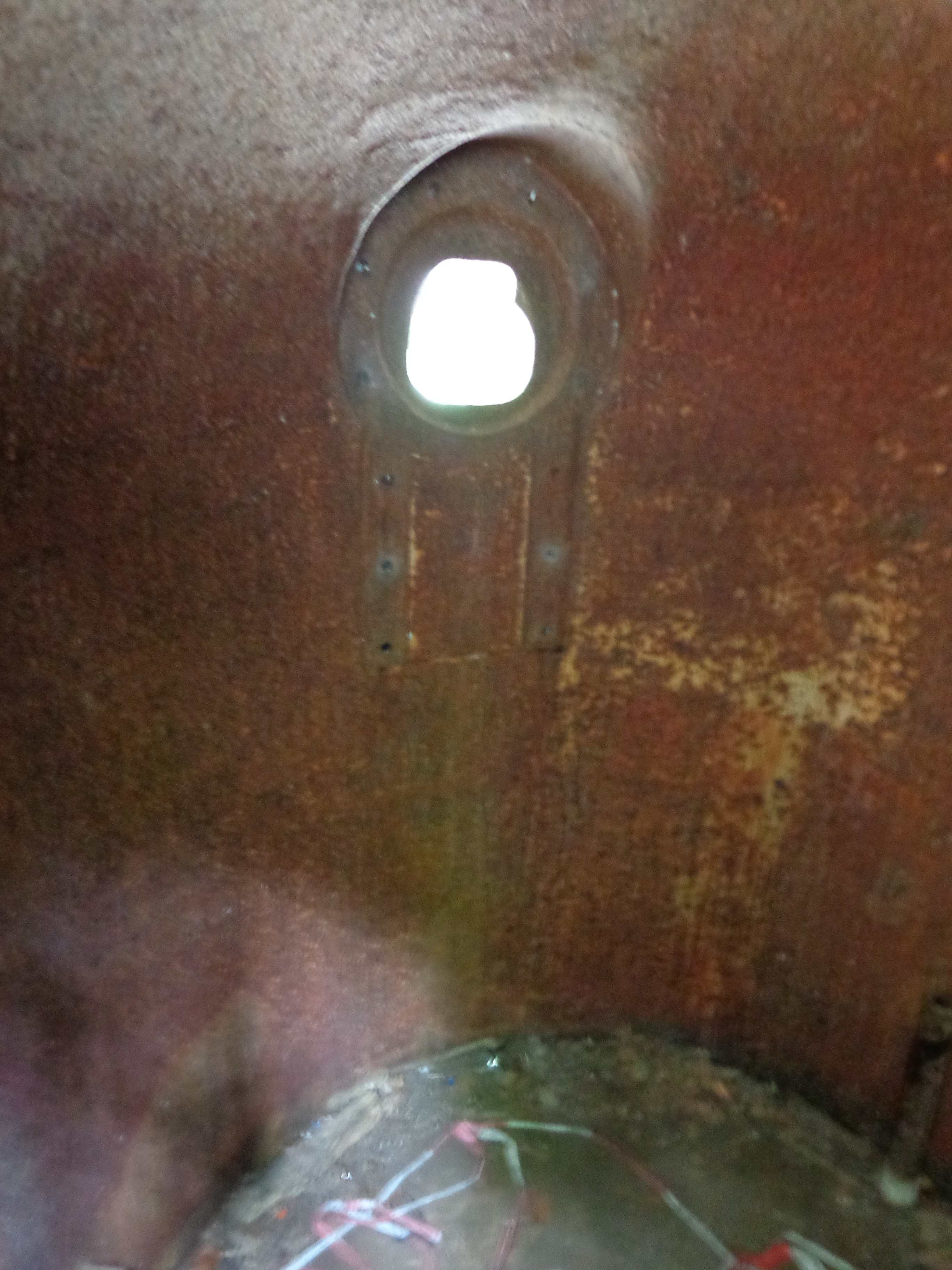
Binnenkant van de koepel